# Фріц-Вальтер-Штадіон
Фріц-Ва́льтер-Шта́діон (нім. Fritz-Walter-Stadion; Стадіон імені Фріца Вальтера) — футбольний стадіон у німецькому місті Кайзерслаутерн. Відкритий 1920 року. Стадіон є домашньою ареною футбольного клубу «Кайзерслаутерн».
Названий на честь півзахисника і капітана «Кайзерслаутерна» та збірної Німеччини 1940-х та 1950-х років Фріца Вальтера, визнаного 2003 року найвидатнішим німецький футболістом останнього 50-річчя.